# Henri Brandel
Henri Brandel, né le 26 avril 1919 à Sommesous (Marne) et mort le 2 octobre 2001 à Villemomble, est un homme politique français.

## Biographie
Cheminot après l'obtention du brevet élémentaire, en 1937, il suit la formation continue organisée par la SNCF et bénéficie de la promotion interne jusqu'à devenir inspecteur au département commercial de la région parisienne.
Syndiqué et militant de la CFTC, il est sollicité en 1945 par le MRP pour être candidat à l'élection de la première assemblée constituante. Il est donc élu député de Seine-et-Oise à l'âge de 26 ans.
Son mandat est cependant très bref. De nouveau candidat en mai 1946, mais cette fois-ci en troisième position sur la liste du MRP, il n'est pas réélu. 
Il n'exerce ensuite plus que des responsabilités locale, étant conseiller municipal (1951), puis adjoint au maire (1953-59) de Villiers-sur-Marne.